# Ichimura Tetsunosuke
Ichimura Tetsunosuke (市村 鉄之助, 1854-1873) est un membre du Shinsen Gumi et page auprès de Hijikata Toshizō.

## Biographie
Bien que passant généralement pour être un personnage de fiction, Ichimura Tetsunosuke est un véritable membre de la Shinsen gumi. Né en 1854, Tetsunosuke est le troisième fils d'Ichimura Hanemoki. En 1867, il rejoint la shinsen gumi avec son frère aîné Ichimura Tatsunosuke et sert comme page auprès du vice-commandant Hijikata Toshizō.
En 1868, Tatsunosuke quitte le Koyochinbutai (nouveau nom de la Shinsen gumi) après la bataille de Kōshū. Tetsunosuke décide cependant de rester avec le groupe et continue de participer à de nombreuses batailles.
Durant la dernière bataille de la guerre de Boshin, la bataille de Hakodate, Hijikata Toshizō convoque Ichimura le 15 avril (calendrier lunaire) ou le 3 mai (calendrier lunaire) 1869, dans une chambre privée dans une auberge. Une fois sur place, il confie à Ichimura un poème d'adieu, un katana, une lettre, une photographie et plusieurs mèches de ses cheveux et charge Ichimura de les apporter au domicile de Satō Hikogorō (beau-frère de Hijikata) à Hino près de Tokyo. À contrecœur Ichimura obéit aux ordres, avoir vraiment voulu rester avec son maître et se battre jusqu'à la mort. Ichimura apprend la mort de Hijikata Toshizō tandis qu'il se trouve à bord d'un bateau pour Yokohama.
Tetsunosuke arrive à Hino trois mois plus tard. Quand il est chez Satō Hikogorō, il rapporte la nouvelle et raconte plus tard qu'il n'y avait personne qui ne pleurait pas. Tetsunosuke demeure dans la maison de Satō pendant deux ou trois ans. Il revient plus tard à Ōgaki et retrouve son frère Tatsunosuke.
Il existe plusieurs théories concernant la date de la mort d'Ichimura Tetsunosuke. Alors que beaucoup pensent qu'il a rejoint l'armée de Saigō Takamori et est mort au cours de la rébellion de Satsuma en 1877, d'autres croient qu'il est mort de maladie en 1873. Par conséquent, la date de sa mort est incertaine.

## Ichimura Tetsonuke dans la culture populaire
Ichimura Tetsunosuke est le protagoniste de la série de manga et d'anime Peacemaker Kurogane, qui se concentre autour des exploits de la célèbre Shinsen gumi. Il a 15 ans et assez petit. Son frère Tatsunosuke le rejoint aussi pour la série.
Ichimura est également représenté dans la série d'anime Bakumatsu Kikansetsu Irohanihoheto, le court-métrage Hijikata Toshizou - Shiro no Kiseki d'OVA et Shinsengumi!!: Hijikata Toshizo Saigo no Ichinichi de la NHK.
Ichimura est également un personnage secondaire dans Shin Teito Monogatari, le préquel du roman de fantasy historique Teito Monogatari (en) de Hiroshi Aramata (en).

## Source de la traduction
- (en) Cet article est partiellement ou en totalité issu de l’article de Wikipédia en anglais intitulé « Ichimura Tetsunosuke » (voir la liste des auteurs).